# Антон Булла
Антон Булла (словац. Anton Bulla, 17 квітня 1901, Тапольця — 9 грудня 1987, Братислава) — чехословацький футболіст і тренер. Перший словацький футбольний професіонал, один з найкращих футболістів Словаччини 1920-х років.

## Кар'єра гравця
Народився в угорському містечку Тапольця на озері Балатон. Походив із словацької родини, яка мала коріння в Долному Кубіні. Його батько був суддею, і вони часто переїжджали з батьками. Він почав грати у футбол у клубі «ТТЕ Тренчин», а продовжив кар'єру в братиславських командах ВАС та ПТЕ.
Закінчивши середню школу, він пішов вчитися в Університет бізнесу у Відні, де став виступати за місцевий клуб «Ферст Вієнна». Перший матч в австрійській лізі зіграв проти віденської «Герти» (0:2) 13 листопада 1921 року. Перші голи в австрійській лізі забив у ворота «Рудольфшюгеля» (4:4), 4 грудня 1921 року, відзначившись дублем і за два періоди перебуванні у клубі він чотири рази був найкращим бомбардиром сезону у «Вієнні» і чотири рази входив у десятку найкращих бомбардирів австрійської ліги.
На рубежі 1923 і 1924 років Булла був «позичений» празькою «Спартою» для час турне до Іспанії та Португалії. У «червоній» формі провів матчі з «Барселоною» (0:1, 1:2), «Валенсією» (1:2) та «Бенфікою» (6:0), а сезон 1923/24 закінчив як гравець «Слована» з Відня, де також грав у наступному сезоні.
У сезоні 1925 року повернувся у «Вієнну», за яку у сезоні 1926/27 забив 21 гол і став другим найкращим бомбардиром чемпіонату. Він багато забивав своїм суперникам: три голи клубу «Вінеру АК» (7:1), чотири — «Зіммерингеру» (8:1) і п'ять — «Рудольфшюгелю» (10:0). В австрійській лізі Булла забив загалом 77 голів у 96 матчах.
Три роки поспіль він грав у фіналі Кубка Австрії: 1924 року з віденським «Слованом» (під час «перестрілки» з «Вінер Аматор» (6:8) хет-трику Булли не вистачило для перемоги), а також 1925 та 1926 року з «Вієнною», але жодного разу не виграв трофей. Загалом у всіх фінальних матчах він забив шість голів, що досі є рекордом в історії фіналів Кубка Австрії. Двічі грав у складі віденської команди в товариській зустрічі з командою Берліну і 4 травня 1924 року забив два м'ячі, принісши своїй команді перемогу з рахунком 3:1. Останній матч в австрійській лізі він провів у матчі проти «Зіммерингера» (1:1) 4 червня 1927 року.
У 1927 році він став гравцем «Братислави» і 26 травня 1929 року в пам'ятному товариському матчі з «Ньюкасл Юнайтед» Булла забив два голи, принісши своїй команді розгромну перемогу з рахунком 8:1. У 1930 році клуб здобув титул аматорського чемпіонату Чехословацької республіки після фінального матчу з АФК «Колін» (2:2, 4:2). У 1935 році братиславці виграли змагання в своєму дивізіоні, а Булла був найкращим бомбардиром «білих» з 11 голами, і згодом, як перший словацький клуб, у відбірковому турнірі вони здобули вихід до вищого дивізіону Чехословаччини. У вищій лізі Булла провів 8 матчів і забив 4 голи. Перший матч провів проти «Кладно» (1:2) 25 серпня 1935 року, а забив перший гол у грі проти АФК «Колін» (2:2) 6 жовтня того ж року. Згодом він забив у матчах з ДФК «Прага» (1:4), «Вікторією» (Пльзень) (3:3) та «Моравською Славією» (Брно) (1:1). Останній матч у вищому дивізіоні Чехословаччини провів 8 грудня 1935 року проти клубу «Наход» (0:3).
Булла був різнобічним спортсменом, окрім футболу також успішно грав у теніс, у 1921 році був чемпіоном Братислави в одиночних, парних і змішаних розрядах. Про популярність особистості Булла свідчить перше місце в опитуванні тижневика Športový týždeň, в якому читачі визнали його найкращим спортсменом Словаччини 1931 року.

## Статистика
| Сезон                     | Ігор | Голів | Клуб              |
| ------------------------- | ---- | ----- | ----------------- |
| Чемпіонат Австрії 1921/22 | 16   | 14    | «Ферст Вієнна»    |
| Чемпіонат Австрії 1922/23 | 21   | 15    | «Ферст Вієнна»    |
| Чемпіонат Австрії 1923/24 | 7    | 5     | «Ферст Вієнна»    |
| Чемпіонат Австрії 1923/24 | 5    | 3     | «Слован» (Відень) |
| Чемпіонат Австрії 1924/25 | 9    | 4     | «Слован» (Відень) |
| Чемпіонат Австрії 1925/26 | 17   | 15    | «Ферст Вієнна»    |
| Чемпіонат Австрії 1926/27 | 21   | 21    | «Ферст Вієнна»    |
| Чемпіонат Австрії 1935/36 | 8    | 4     | «Братислава»      |
| Всього                    |      |       |                   |
| Чехословаччина            | 8    | 4     |                   |
| Австрія                   | 96   | 77    |                   |

## Виступи за збірну
У 1929–1932 роках провів шість матчів за аматорську збірну Чехословаччини і забив три голи — один проти Австрії (4:5) і два проти Угорщини (3:8).

## Тренерська кар'єра
Здебільшого як тренер працював у чемпіонаті Чехословаччини, де очолював братиславський «Слован» в сезонах 1953, 1960/61 (10 матчів), 1961/62 (7 матчів) і 1962/63 (26 матчів). Також працював з клубами «Єднота» (Тренчин) (1960/61, 6 матчів) і «Динамо» (Жиліна) (1961/62, 6 матчів).
Згодом у 1965 році був тренером австрійського клубу «Ваккер» (Інсбрук).

## Досягнення
- Аматорський чемпіон Чехословаччини: 1930
- Чемпіон Словаччини: 1930
- 2-й найкращий бомбардир чемпіонату Австрії: 1926/27 (21 гол)
- Віце-чемпіон Австрії: 1926
- Фіналіст Кубка Австрії: 1924 (із «Слованом»), 1925 і 1926 (з «Вієнною»)